# Rutherford B. Hayes
Rutherford Birchard Hayes (1822. október 4. – 1893. január 17.) egyesült államokbeli politikus, katonai vezető, 1877 és 1881 között hazájának 19. elnöke.
Az amerikai polgárháború kitörésekor csatlakozott az ohioi önkéntes gyalogsághoz, és 1861. június 27-én már a 23. ezred századosa volt, bár nem rendelkezett katonai tapasztalatokkal. Gyors emelkedése után a ranglétrán 1865. március 3-án az önkéntesek vezérőrnagyának nevezték ki.
Elnöki jelölésének idejére már széles körben ismert volt a polgárháborús években bizonyított becsületessége, és Ohio állam kormányzójaként lelkiismeretességével néha még politikai szövetségeseit is meglepte. Tulajdonságaival éles kontrasztban állt Grant kormányának viharos és botrányoktól hangos éveivel. Híres volt arról, hogy úgy tudott kommunikálni, hogy azzal senkit se sértsen meg.
1880-ban, megtartva ígéretét, nem indult újra az elnöki székért. Szívinfarktusának szövődményeibe halt bele 1893-ban.